# Transhumanizam
Transhumanizam (ponekad skraćen kao >H or H+) međunarodni je intelektualni i kulturni pokret koji podržava uporabu novih znanosti i tehnologija za poboljšanje ljudskih mentalnih i fizičkih sposobnosti i prirođenih vještina te poništenje onoga što se smatra nepoželjnim i nepotrebnim aspektima ljudskog stanja, kao što su glupost, patnja, bolest, starenje i neželjena smrt. Transhumanistički mislioci proučavaju mogućnosti i posljedice razvoja tehnika poboljšanja čovjeka i drugih emergentnih tehnologija za te svrhe. Moguće opasnosti, baš kao i beneficije, moćnih novih tehnologija koje bi mogle korjenito izmijeniti uvjete čovjekova života također su predmet brige transhumanističkog pokreta.
Iako prva poznata uporaba naziva "transhumanizam" datira iz 1957., suvremeno je značenje nastalo tijekom osamdesetih godina 20. stoljeća, kad je skupina znanstvenika, umjetnika i futurista iz SAD-a počela stvarati ono što je preraslo u transhumanistički pokret. Transhumanistički mislioci postuliraju da će ljudska bića vremenom biti transformirana u bića s toliko poboljšanim sposobnostima koja bi opravdala naziv "postčovjek."
Transhumanističko predviđanje duboko promijenjene budućnosti čovječanstva privuklo je mnoge zagovornike i kritičare iz širokog spektra perspektiva. Transhumanizam je jedan pobornik opisao kao "pokret koji utjelovljuje najizazovnije, najhrabrije, najmaštovitije i najidealističkije težnje čovječanstva," dok ga je jedan od istaknutih protivnika opisao kao jednu od najopasnijih ideja na svijetu.
Neki autori smatraju da je čovječanstvo već transhumano, jer je medicinski napredak u posljednjim stoljećima značajno izmijenio ljudsku vrstu. Međutim, to ne bi bilo na svjestan i, prema tome, transhumanistički način.